# SMARCC2
SMARCC2 es una proteína que forma parte del complejo SWI/SNF y es codificada por el gen smarcc2.
Esta proteína pertenece a la familia de proteínas SWI/SNF, cuyos miembros presentan actividad helicasa y ATPasa y parecen estar implicados en la regulación de la transcripción de ciertos genes por medio de la alteración de la estructura de la cromatina alrededor de dichos genes. SMARCC1 forma parte de un complejo implicado en la remodelación de la cromatina y contiene un motivo de cremallera de leucina típico de muchos factores de transcripción. Se han descrito dos variantes transcripcionales de este gen que codifican diferentes isoformas de la proteína SMARCC2.

## Interacciones
La proteína SMARCC2 ha demostrado ser capaz de interaccionar con:
- BAZ1B[cita requerida]
- SMARCA4[4][5][6]